# Maria Boas-Zélander
Maria Catharina Boas-Zélander (Amsterdam, 5 september 1889 – nabij Auschwitz, ca. 27 augustus 1943) was een Nederlands schilder en tekenaar.

## Levensloop
Maria Zélander was een dochter van de joodse koopman Ephraim Zélander en Sara van Rooijen. Voor de namen van hun kinderen Louis (naar Levi), Samson, Leopold en Maria Catharina (naar Mietje en Kaatje) kozen haar ouders bewust voor een niet-joodse vorm. In 1916 trouwde ze met koopman Simeon Tobie Alfred Boas (1886-1943). Boas-Zélander slaagde met onder anderen Femmy Geesink, Nel Klaassen en Bé Thoden van Velzen in 1928 voor het toelatingsexamen van de Rijksakademie van beeldende kunsten, ze kreeg daarnaast lessen van Henri Boot en Salomon Garf. Ze schilderde en tekende portretten, (bloem)stillevens en tuinen. De schilderes sloot zich aan bij Arti et Amicitiae, waarmee ze ook exposeerde. Tijdens de crisisjaren nam ze deel aan tentoonstellingen van het comité Kunst S.O.S. in het Stedelijk Museum Amsterdam (1933, 1935). In 1937 hield ze een expositie in haar atelier, aan huis in de P.C. Hooftstraat, waar ze schilderijen, pastellen en tekeningen toonde. In de winter van 1939-1940 nam ze met vier schilderijen deel aan de tentoonstelling 'Onze kunst van heden' in het Rijksmuseum Amsterdam. In 1940 verhuisde ze met haar man naar een van de atelierwoningen in de Zomerdijkstraat.
Tweede Wereldoorlog
Arti et Amicitiae sloot zich in 1941 aan bij de Nederlandsche Kultuurkamer, op last van de bezetter werden vijftien Joodse leden geroyeerd. Naast Boas-Zélander waren dat Charlotte Boom-Pothuis, Moos Cohen, Max van Dam, Marianne Franken, Salomon Garf, Hendrika van Gelder, Felix Hess, Jaap Kaas, Baruch Lopes de Leao Laguna, Martin Monnickendam, Marinus van Raalte, Mommie Schwarz, David Schulman en Jo Spier. Alleen Kaas, Schulman en Spier overleefden de oorlog, Boom-Pothuis en Monnickendam overleden in Amsterdam, de anderen kwamen om in de concentratiekampen. 
In maart 1943 werden de ouders van de schilderes opgepakt en naar de Hollandsche Schouwburg gebracht om te worden weggevoerd. Vermoedelijk hebben ze morfine gebruikt, bij aankomst bij de schouwburg bleken ze bewusteloos en beiden overleden kort erop. Een aantal maanden later werden ook Boas-Zélander en haar echtgenoot opgepakt, ze zijn beiden in of nabij Auschwitz om het leven gekomen. Ze was 54 jaar. Maria Boas-Zélander was een van de omgekomen kunstenaars die in 1995 werden herdacht bij de tentoonstelling 'Rebel, mijn hart' in de Nieuwe Kerk in Amsterdam.

## Enkele werken

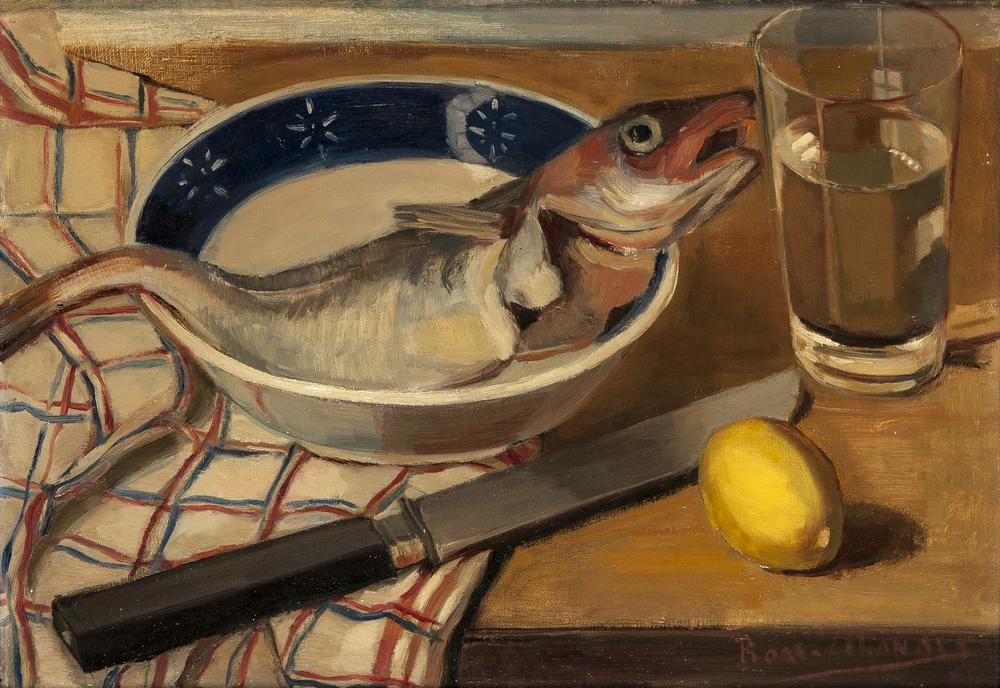
Stilleven met visch (1925)
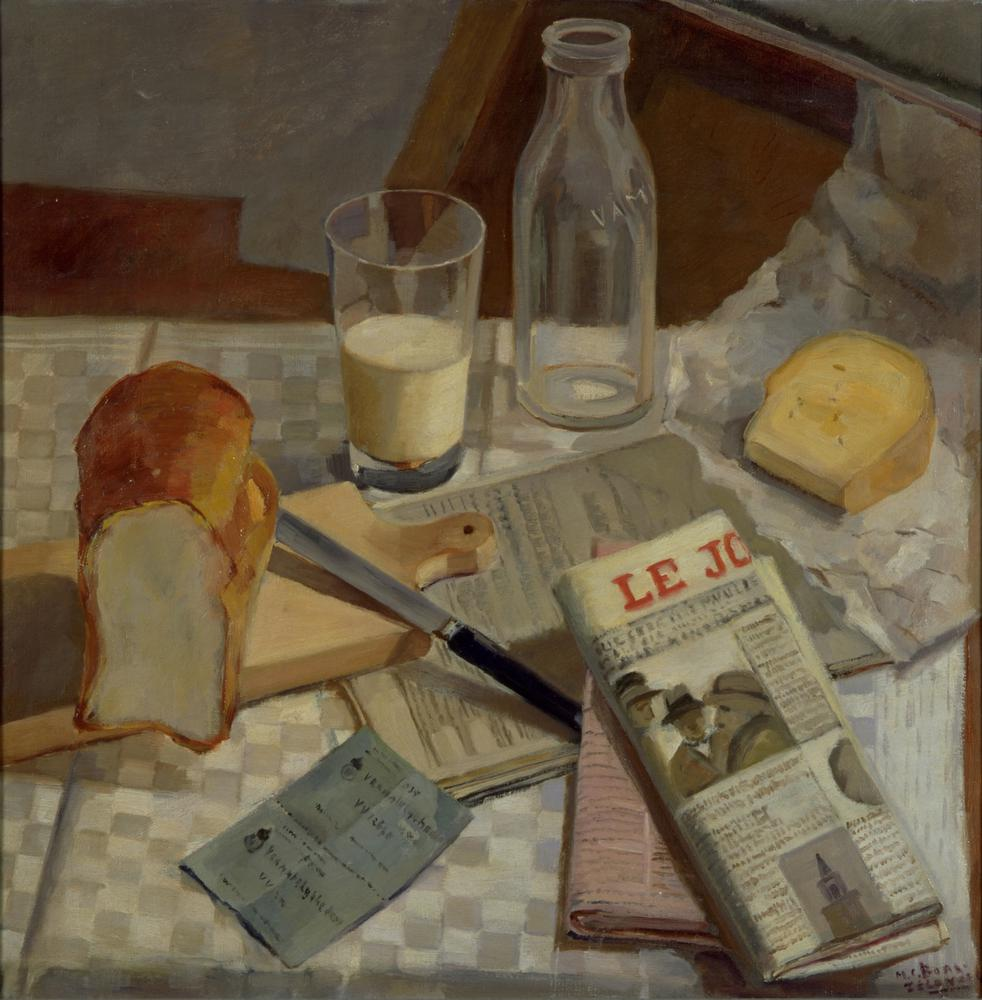
Stilleven met kaas, brood, krant (1925-1935)
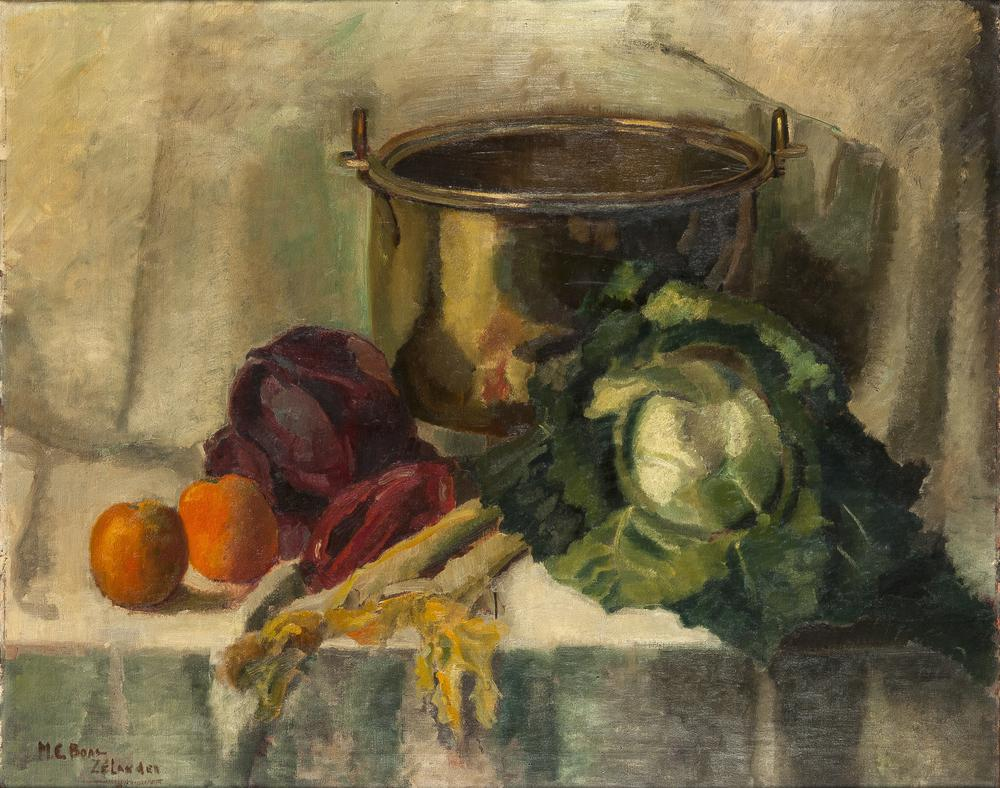
Stilleven met groenten en koperen ketel (1930-1940)
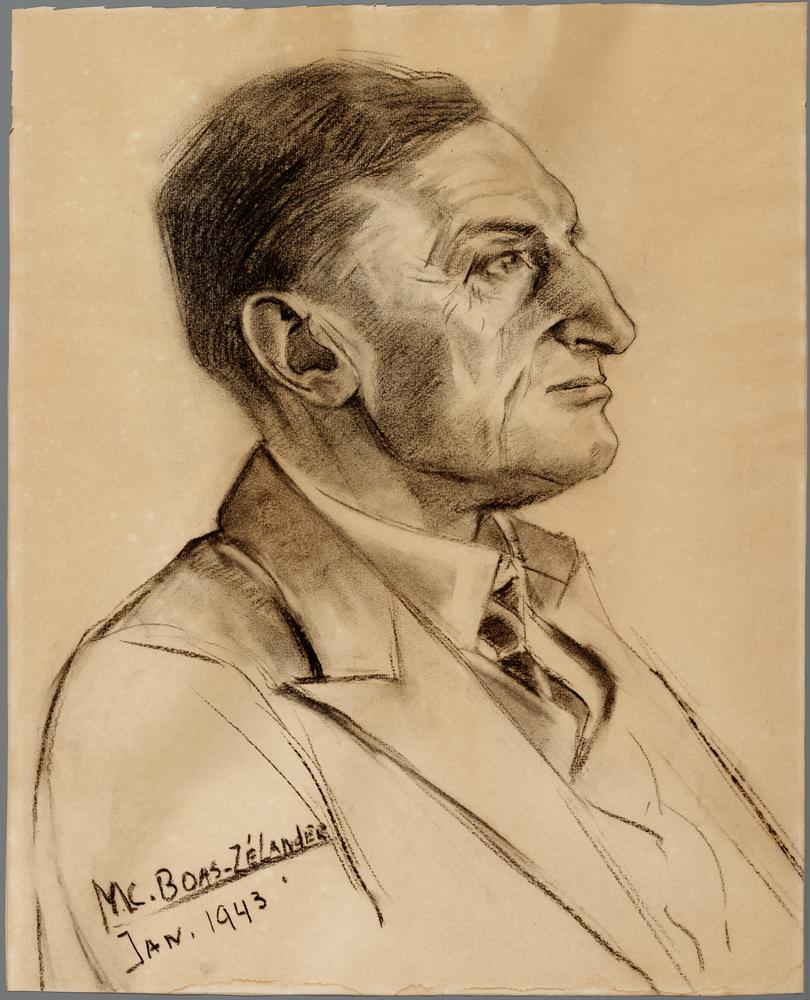
Portret van Petrus Brandsen (1943)

- Biografisch Portaal: 39932483
- RKD-Nederlands Instituut voor Kunstgeschiedenis: 9415